# Hebefustis cornutus
Hebefustis cornutus är en kräftdjursart som beskrevs av Joseph F. Siebenaller och Robert Raymond Hessler 1977. Hebefustis cornutus ingår i släktet Hebefustis och familjen Nannoniscidae. Inga underarter finns listade i Catalogue of Life.